# Афула
Афула (хебр. עפולה, арап. ‏العفولة‎) је град у Израелу, у Северном округу. Према процени из 2007. у граду је живело 39.400 становника.

## Становништво
Према процени, у граду је 2007. живело 39.400 становника.
| 1983.  | 1995.  |
| ------ | ------ |
| 21.277 | 33.557 |

## Партнерски градови
- Ингелхајм на Рајни
- Оснабрик
- Билгорај
- Провиденс
- Вустер
- Њу Хејвен
- Стамфорд
- Фрезно
- Санта Фе